# Eigenmannia microstoma
O Eigenmannia microstoma, popularmente chamado de sarapó, tuvira, peixe-espada ou pestana, é uma espécie de peixe de pequeno e médio porte que habita a bacia do rio São Francisco. Foi classificada por Johannes Theodor Reinhardt.
Faz parte dos peixes-elétricos do Brasil, embora a capacidade de descarga dos seus eletrócitos, na ordem de milivolts, não sejam detectadas pelo ser humano.

## Características
Assim como os demais peixes Gymnotiformes, não tem as nadadeiras dorsal, pélvicas e caudais. Ao contrário das demais espécies da mesma ordem que ocorrem na bacia do rio São Francisco, distingue-se por ter boca terminal (outros possuem-na voltada para cima), cabeça estreita, presença de fontanelas frontais e parietais, olhos sem margem orbital livre (que ocorre nos demais membros da família) e com a pele da cabeça cobrindo os olhos, sem invaginação. Suas descargas elétricas têm as funções de "comunicação, localização, forrageamento e orientação".
Pertence ao grupo do Eigenmannia trilineata (Lopez e Castello, 1966), descrito na bacia do rio da Prata e do baixo Paraná, junto a E. antonioi sp. nov. (rio Anapu), E. desantanai sp. nov. (rio Cuiabá), E. vicentespelaea  (bacia do rio Tocantins) e outras cinco espécies, cuja distinção entre si verifica-se "por conjuntos únicos de características merísticas, morfométricas, osteológicas e de padrão de cor".
Alimentam-se de insetos e crustáceos pequenos mas, na fase adulta, podem ingerir outros peixes, como os dos gêneros Gymnotos ou Sternopygus. A reprodução se dá de forma externa e sem cuidados com a prole.